# Louis-Jules Bouchot
Louis-Jules César Bouchot (Parigi, 12 agosto 1817 – Parigi, 15 agosto 1907) è stato un architetto francese, che lavorò come capo architetto per la Compagnie des chemins de fer de Paris à Lyon et à la Méditerranée.

## Biografia
Nato nel 1817 a Parigi era figlio di Félix Bouchot, impiegato delle Poste francesi e di Adélaïde Louise Étienne.
Studiò architettura all’École des beaux-arts di Parigi dove fu allievo di Alphonse de Gisors, suo zio.
Divienne capo architetto della Compagnie des chemins de fer de Paris à Lyon et à la Méditerranée (PLM) prima di divenire architetto capo del Ministero della Guerra francese.
Per tutta la sua attività alternò committenze pubbliche a quelle private .
Morì il 15 agosto 1907, all’età di 90 anni, nel suo domicilio in rue de l'université n°6 a Parigi.
Le sue esequie, con cerimonia religiosa, ebbero luogo nella chiesa di Saint-Thomas-d'Aquin di Parigi, venne sepolto al Cimitero di Montparnasse.

## Opere architettoniche rilevanti
- Palazzo di giustizia di Tarbes (1850)
- Château Talabot a Marsiglia per Paulin Talabot (1860)
- Gli edifici dei Docks a Marsiglia (1863).[2]. Classificati monumenti storici.
- La Stazione Centrale di Milano del 1864
- Stazione di Valence Città
- Stazione di Avignone
- Stazione di Nizza Città
- Ministère des Armées al N° 231 del boulevard Saint-Germain di Parigi. (1866-1883)

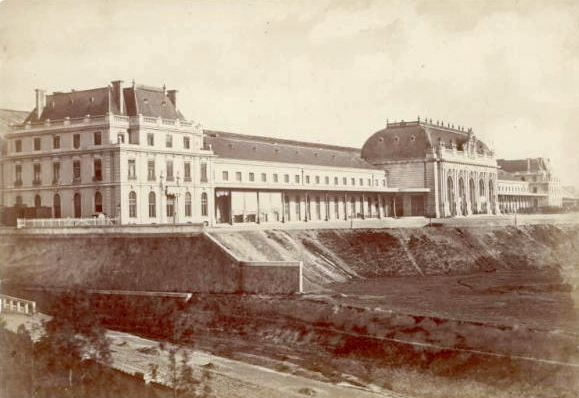
La Stazione di Milano nel 1864
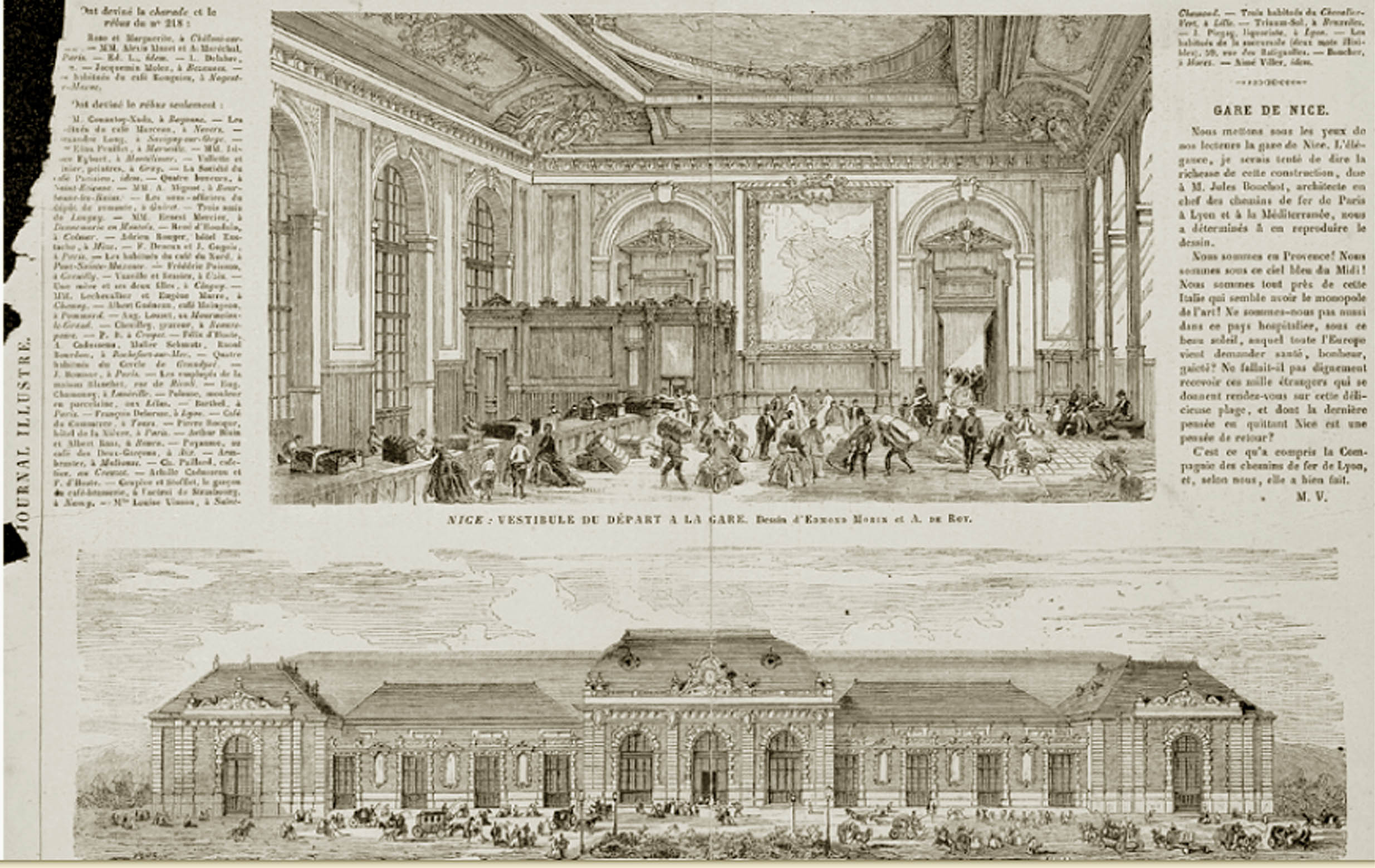
La Stazione di Nizza nel 1865
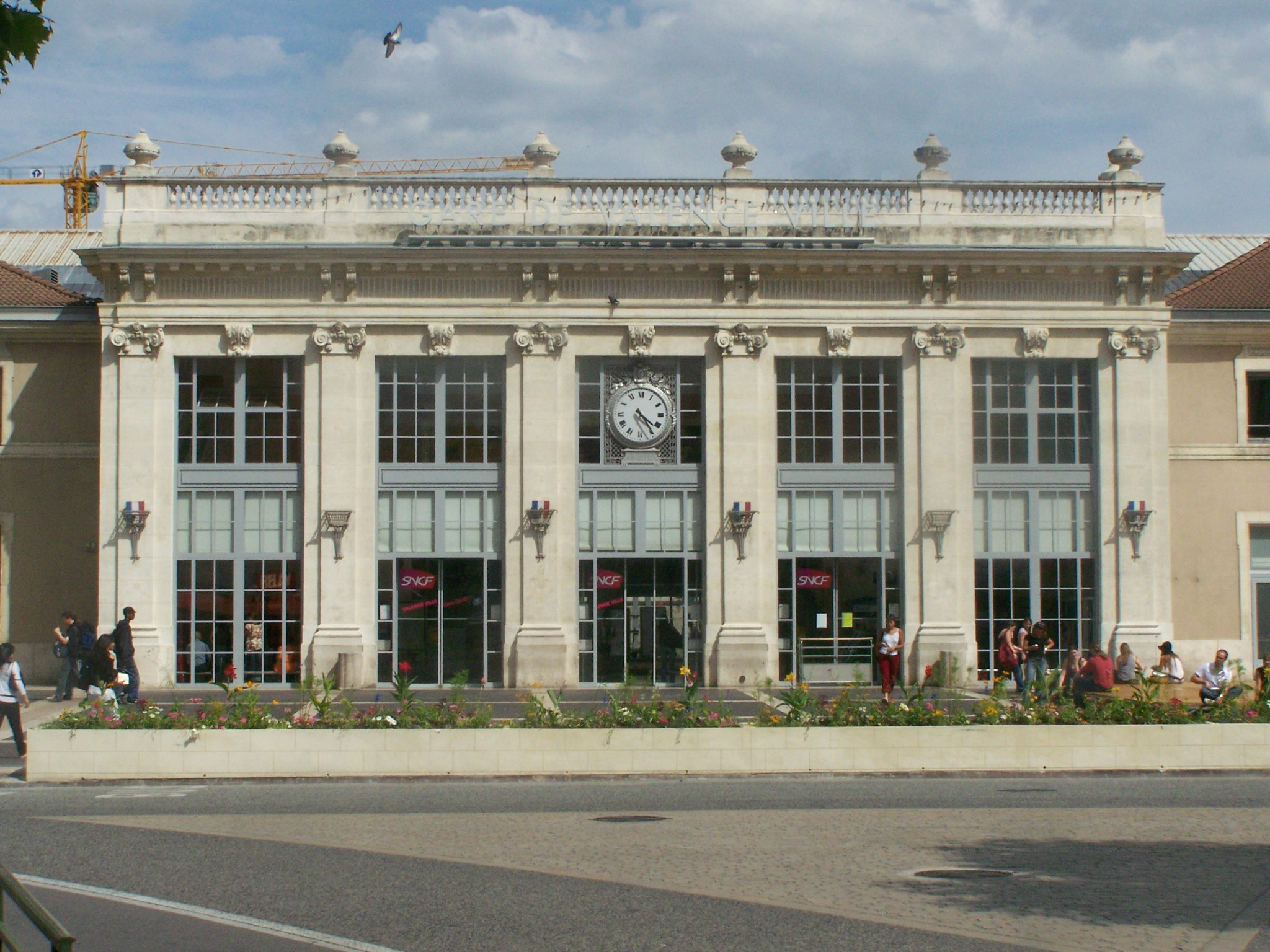
Facciata della stazione di Valence.
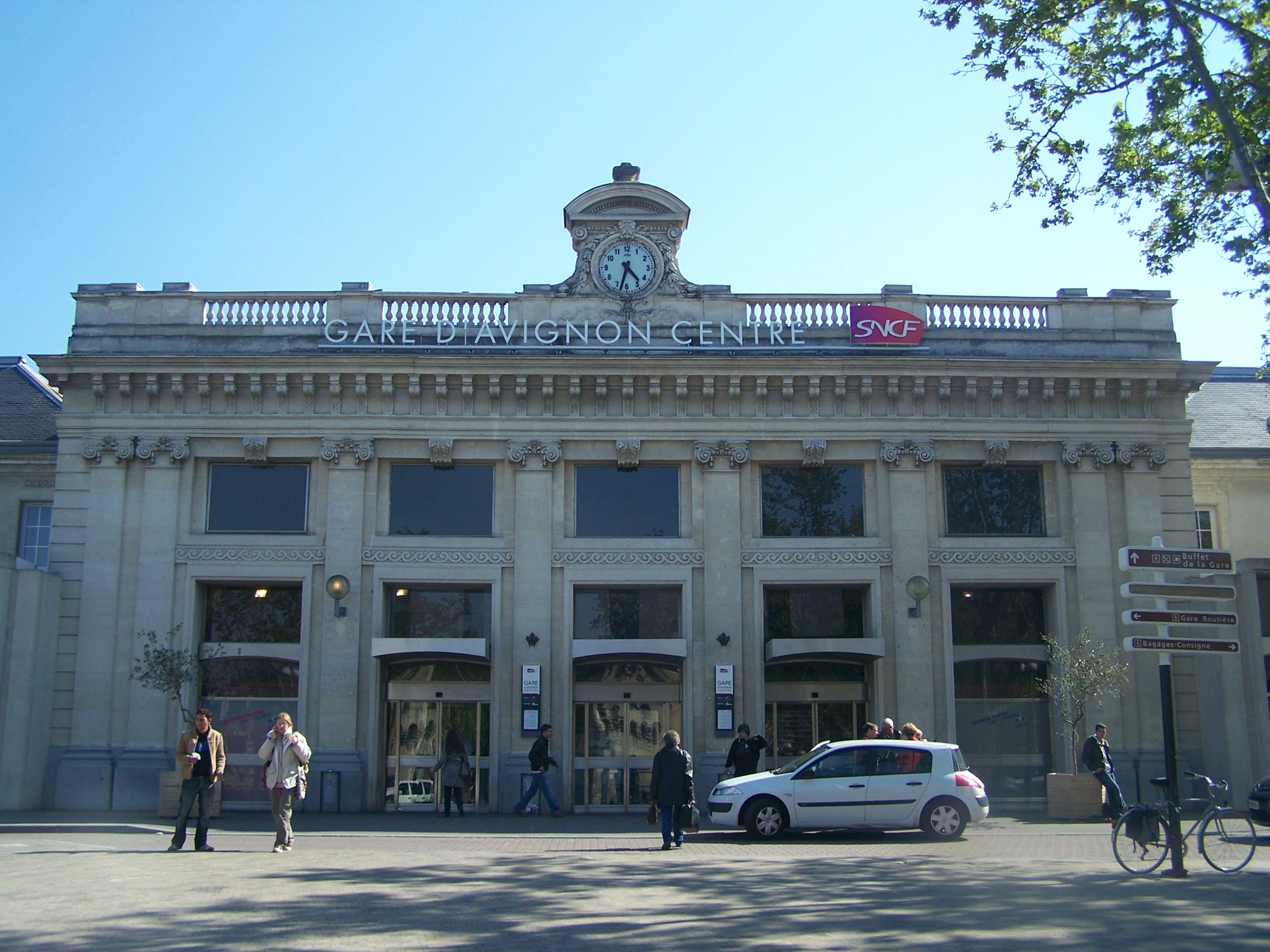
Facciata della stazione di Avignone